# Федоренко, Николай Прокофьевич
Никола́й Проко́фьевич Федоре́нко (11 мая 1917 — 1 апреля 2006) — учёный-экономист, организатор экономической науки, академик АН СССР (1964, членкор 1962), один из основателей и первый директор ЦЭМИ АН СССР (1963—1985). В 1970 награждён Государственной премией СССР за вклад в дело химизации страны.
Доктор экономических наук (1955); профессор (1956); член Президиума АН СССР (с 1967); академик-секретарь Отделения экономики АН СССР (1971—1986); советник Президиума АН СССР — РАН (1987—2006). 

## Биография
Учился в Тимирязевской академии, Институте тонкой химической технологии, Военной академии химической защиты имени Ворошилова. Участник Великой Отечественной войны.
Затем вернулся в МИТХТ им. Ломоносова.
В 1946 выполнил оригинальную разработку, связанную с экономическими расчётами комбинированных производств. В 1949 создал методику определения затрат и оценки эффективности продуктов, получаемых в комплексных химических процессах. В начале 1950-х гг. на базе серии расчётов сделал вклад в практическую реализацию идеи учёта затрат в сопряжённых с химией отраслях. Автор монографий «Экономика промышленности синтетических материалов» (1961) и «Вопросы экономики промышленности органического синтеза» (1967).
С 1963 возглавляет Центральный экономико-математический институт РАН. Один из теоретиков и организатор исследований системы оптимального функционирования социалистической экономики (СОФЭ). В его работах была создана научная база комплексной системы разработки перспективных народнохозяйственных планов, в которой сочетались программно-целевое, отраслевое и территориальное планирование.
Федоренко подготовил более ста кандидатов и докторов экономических наук.
Награждён орденом «За заслуги перед Отечеством» IV степени (1997), орденом Ленина, орденом Октябрьской Революции, орденом Трудового Красного Знамени, а также медалями.
Умер 1 апреля 2006 года, похоронен в Москве на Троекуровском кладбище.

## Основные работы
- Экономика промышленности синтетических материалов. [2-е изд.]. М., 1967;
- Вопросы экономики промышленности органического синтеза. М., 1967;
- О разработке системы оптимального функционирования экономики. — М. : Наука, 1968. — 243 с.
- Экономические проблемы оптимизации природопользования. М., 1973;
- Комплексное народно-хозяйственное планирование. М., 1974;
- Система моделей оптимального планирования. М., 1975 (редактор);
- Оптимизация экономики: некоторые вопросы использования экономико-математических методов в народном хозяйстве. — М. : Наука, 1977. — 287 с.
- Некоторые вопросы теории и практики планирования и управления. — М. : Наука, 1979. — 438 с.
- Вопросы оптимального функционирования экономики. — М. : Наука, 1980. — 200 с.
- Вопросы экономической теории. — М. : Наука, 1994. — 222 с.
- Вспоминая прошлое, заглядываю в будущее. — М.: Наука, 1999. — 479 с. — ISBN 5-02-013699-9